# Campeonato Mundial de Atletismo Sub-20 de 2021 - Lançamento de disco feminino
A prova do lançamento de disco feminino do Campeonato Mundial de Atletismo Sub-20 de 2021 ocorreu entre no dia 20 de agosto de 2021 no Centro Esportivo Internacional Moi, em Nairóbi, no Quênia. 

## Recordes
Antes desta competição, os recordes mundiais e do campeonato nesta prova eram os seguintes:
|       | Nome               | Nacionalidade     | Distância | Local        | Data                   |
| ----- | ------------------ | ----------------- | --------- | ------------ | ---------------------- |
| WU20R | Ilke Wyludda       | Alemanha Oriental | 74.40 m   | Berlim Leste | 13 de setembro de 1988 |
| CR    | Ilke Wyludda       | Alemanha Oriental | 68.24 m   | Sudbury      | 31 de julho de 1988    |
| WU20L | Violetta Ignatyeva | Rússia            | 62.54 m   | Sóchi        | 21 de abril de 2021    |

## Medalhistas
| Ouro               | Prata                       | Bronze                        |
| Violetta Ignatyeva | África do Sul Miné de Klerk | Bielorrússia Alina Nikitsenka |

## Cronograma
Todos os horários são locais (UTC+3). 
| Data         | Hora  | Evento |
| ------------ | ----- | ------ |
| 20 de agosto | 11:05 | Final  |

## Resultado final
A prova final foi realizada no dia 20 de agosto às 11:26. 
| Posição           | Atleta                    | Nacionalidade               | Tentativas | Tentativas | Tentativas | Tentativas | Tentativas | Tentativas | Marca | Notas |
| Posição           | Atleta                    | Nacionalidade               | 1          | 2          | 3          | 4          | 5          | 6          | Marca | Notas |
| ----------------- | ------------------------- | --------------------------- | ---------- | ---------- | ---------- | ---------- | ---------- | ---------- | ----- | ----- |
| Medalha de ouro   | Violetta Ignatyeva        | Atletas Neutros Autorizados | 57.12      | x          | 56.49      | 56.40      | 57.84      | 56.12      | 57.84 |       |
| Medalha de prata  | Miné de Klerk             | África do Sul               | 48.28      | 53.26      | 51.77      | 53.33      | x          | 53.50      | 53.50 | AU20R |
| Medalha de bronze | Alina Nikitsenka          | Bielorrússia                | 47.71      | 48.94      | 51.47      | x          | x          | 50.64      | 51.47 |       |
| 4                 | Sofia Kessidi             | Grécia                      | 42.13      | x          | 47.71      | 48.99      | x          | 45.00      | 48.99 |       |
| 5                 | Despoina Areti Filippidou | Grécia                      | x          | x          | 48.84      | x          | x          | 47.99      | 48.84 |       |
| 6                 | Mahla Mahrooghi           | Irão                        | 46.30      | 48.75      | 46.43      | x          | 46.44      | 46.07      | 48.75 |       |
| 7                 | Cedricka Williams         | Jamaica                     | 48.65      | x          | x          | x          | x          | x          | 48.65 |       |
| 8                 | Benedetta Benedetti       | Itália                      | 41.62      | 47.49      | x          | x          | 44.69      | x          | 47.49 |       |
| 9                 | Chaima Chouikh            | Tunísia                     | 47.31      | 44.92      | 43.70      |            |            |            | 47.31 |       |
| 10                | Andreea Lungu             | Roménia                     | 46.52      | 46.73      | 45.73      |            |            |            | 46.73 |       |
| 11                | Esther Osisike            | Nigéria                     | 44.68      | x          | 44.17      |            |            |            | 44.68 |       |
| 12                | Bodine Degli Umberti      | África do Sul               | 42.13      | x          | x          |            |            |            | 42.13 |       |
| 13                | Linda Kageha              | Quênia                      | 40.22      | x          | x          |            |            |            | 40.22 | NU20R |

Legenda
| Recorde mundial       | Recorde mundial (World record)               |                       | Recorde africano                      | Recorde africano (African) |                                           | Q | Classificado por posição (Qualified) |
| Recorde do campeonato | Recorde do campeonato (Championship record)  | Recorde da América    | Recorde da América (Americas)         | q                          | Classificado por melhor tempo (Qualified) |   |                                      |
| Melhor marca do ano   | Melhor marca do ano (World leading)          | Recorde asiático      | Recorde asiático (Asian)              | DNS                        | Não largou (Did not start)                |   |                                      |
| Recorde nacional      | Recorde nacional (National record)           | Recorde europeu       | Recorde europeu (European)            | DNF                        | Não terminou (Did not finish)             |   |                                      |
| Recorde pessoal       | Recorde pessoal do atleta (Personal best)    | Recorde da Oceania    | Recorde da Oceania (Oceania)          | DSQ / DQ                   | Desclassificado (Disqualified)            |   |                                      |
| Recorde da temporada  | Recorde da temporada do atleta (Season best) | Recorde sul-americano | Recorde sul-americano (South America) | NM                         | Sem marca (No mark)                       |   |                                      |